# Auffargis
Auffargis è un comune francese di 2 041 abitanti situato nel dipartimento degli Yvelines nella regione dell'Île-de-France.
Nella frazione di Saint-Benoît, posta a sud-est del paese, è nato Robert Benoist (1895-1944), pilota automobilistico ed eroe della resistenza.

## Società

### Evoluzione demografica
Abitanti censiti